# 1925 en sport automobile
Chronologie du Sport automobile
1924 en sport automobile - 1925 en sport automobile - 1926 en sport automobile

## Les faits marquants de l'année1925enSport automobile
- Le Français François Repusseau remporte le Rallye automobile Monte-Carlo sur une Renault.

## Par mois

### Mai
- 30 mai : 500 miles d'Indianapolis. Le pilote américain Peter DePaolo s'impose sur une Duesenberg.

### Juin
- 20 juin : départ de la troisième édition des 24 Heures du Mans.
- 21 juin : victoire de Gérard de Courcelles et André Rossignol aux 24 Heures du Mans sur une Lorraine-Dietrich.
- 28 juin : première édition du Grand Prix de Belgique qui devient la quatrième course à adopter le mode "formule" mais il faudra attendre 1930 pour assister à la deuxième édition de ce GP. Le pilote italien Antonio Ascari s'impose sur une Alfa Romeo.

### Juillet
- 21 juillet : à Pendine Sands, Malcolm Campbell établit un nouveau record de vitesse terrestre : 242,79 km/h.
- 26 juillet : Grand Prix de France sur l'autodrome de Linas-Montlhéry. Les pilotes français Robert Benoist et Albert Divo s'imposent sur une Delage.

### Septembre
- 6 septembre : Grand Prix d'Italie à Monza. Le pilote italien Gastone Brilli-Peri s'impose sur une Alfa Romeo. Alfa Romeo est sacré champion du monde des constructeurs.

## Naissances
- 15 mars : Jean Hébert, pilote et copilote de rallye, ainsi que pilote d'essais français. († 16 mai 2010).
- 25 mars : Don Freeland, pilote automobile américain. († 2 novembre 2007).
- 14 juin : Jean-Louis Rosier, pilote automobile français († 1er juillet 2011).
- 26 août : Bobby Ball, pilote automobile d'IndyCar américain. († 27 février 1954).
- 7 décembre : Hermano João da Silva Ramos, pilote automobile franco-brésilien.